# Roer (dokumentarfilm)
|  | Denne artikel er oprettet af botten Steenthbot ud fra en ekstern database. Den kan derfor have sproglige fejl eller mangler. Denne skabelon kan fjernes efter kontrol af indholdet. |

 For alternative betydninger, se Roer. (Se også artikler, som begynder med Roer)
Roer er en dansk dokumentarfilm fra 1948 instrueret af Ove Sevel og efter manuskript af Lauritz Rasmussen og J.C. Lunden.

## Handling
Efter en skildring af forårsarbejdet og såningen vises roearbejdet sommeren igennem: Udtyndingen, renholdelsen og optagningen både efter de gamle og de nye metoder. Man ser, hvorledes toppene opbevares i silo og roerne i roehus, indtil de anvendes til foder i vinterens løb.